# Покровка (Дюртюлинский район)
Покровка (баш. Покровка) — деревня в Дюртюлинском районе Республики Башкортостан Российской Федерации. Входит в состав Маядыковского сельсовета.  

## География

### Географическое положение
Расстояние до:
- районного центра (Дюртюли): 27 км,
- центра сельсовета (Миништы): 14 км,
- ближайшей ж/д станции (Янаул): 107 км.

## Население
| 2002 | 2009 | 2010 |
| ---- | ---- | ---- |
| 2    | ↘1   | ↗10  |

Согласно переписи 2002 года, преобладающие национальности — русские (50 %), казахи (50 %).